# Fußball-Westasienmeisterschaft 2026
Die West Asian Football Federation Championship 2026 ist die 10. Ausgabe der WAFF Championship , einem internationalen Turnier für Mitgliedsstaaten der West Asian Football Federation (WAFF).
Das Turnier war ursprünglich für den 2. bis 15. Januar 2021 geplant,  wurde jedoch verschoben.  Am 29. Juli 2021 gab der WAFF bekannt, dass es vom 20. März bis 2. April 2023 in den Vereinigten Arabischen Emiraten stattfinden würde.  Am 6. Februar 2023 zogen sich die VAE jedoch von der Ausrichtung zurück,  woraufhin der WAFF die Veranstaltung am 26. Februar 2023 erneut verschob.  Anschließend wurde sie auf 2025 verschoben,  und in einer späteren Ankündigung wurde bestätigt, dass sie im März 2026 mit Gastgeber Kuwait stattfinden wird. 
| Turnierdetails | Turnierdetails |
| -------------- | -------------- |
| Gastland       | Kuwait         |
| Termine        | März 2026      |
| Teams          | 12             |

### Teilnehmer
| Team                         | Aussehen | Letzter Auftritt | Bisherige beste Leistung                                                      |
| ---------------------------- | -------- | ---------------- | ----------------------------------------------------------------------------- |
| Bahrain                      | 5. Platz | 2019             | Meister ( 2019 )                                                              |
| Irak                         | 9.       | 2019             | Meister ( 2002 )                                                              |
| Jordanien                    | 10.      | 2019             | Zweitplatzierte ( 2002 , 2008 , 2014 )                                        |
| Kuwait                       | 5. Platz | 2019             | Meister ( 2010 )                                                              |
| Libanon                      | 8.       | 2019             | Gruppenphase ( 2000 , 2002 , 2004 , 2007 , 2012 , 2014 , 2019 )               |
| Oman                         | 5. Platz | 2014             | Dritter Platz ( 2012 )                                                        |
| Palästina                    | 10.      | 2019             | Gruppenphase ( 2000 , 2002 , 2004 , 2007 , 2008 , 2010 , 2012 , 2014 , 2019 ) |
| Katar                        | 3. Platz | 2014             | Meister ( 2014 )                                                              |
| Saudi-Arabien                | 4.       | 2019             | Gruppenphase ( 2012 , 2014 , 2019 )                                           |
| Syrien                       | 9.       | 2019             | Meister ( 2012 )                                                              |
| Vereinigte Arabische Emirate | 1.       | —                | —                                                                             |
| Jemen                        | 4.       | 2019             | Halbfinale ( 2010 )                                                           |